# Khalilou Fadiga
Khalilou Fadiga (30 de desembre de 1974 a Dakar) és un exfutbolista senegalès. També té nacionalitats francesa i belga.
La seva carrera transcorregué entre França, Bèlgica, Anglaterra i Itàlia, on defensà els colors d'importants clubs com Paris Saint-Germain FC, FC Liège, Club Brugge, AJ Auxerre, Inter de Milà, Bolton Wanderers, Derby County o Coventry City FC. Fou internacional amb el Senegal i disputà la Copa del Món de 2002.